# Lijst van rijksmonumenten in Oosterhout (Noord-Brabant)
De plaats Oosterhout (Noord-Brabant) telt 64 inschrijvingen in het rijksmonumentenregister. Hieronder een overzicht.
| Object | Oorspronkelijke functie? | Bouwjaar                         | Architect           | Locatie                                         | Coördinaten?                  | Nr.?   | Afbeelding                                                                                           |
| --- | --- | -------------------------------- | ------------------- | ----------------------------------------------- | ----------------------------- | ------ | --- |
| Herenhuis met gebosseerd gepleisterde gevels                                                                      | Woonhuis | eerste helft 19e eeuw            |                     | Arendstraat 27                                  | 51° 38' 37" NB, 4° 51' 26" OL | 31648  | Herenhuis met gebosseerd gepleisterde gevels                                                         |
| Huis met trapgevel                                                                                                | Werk-woonhuis | eind 17e eeuw                    |                     | Arendstraat 32                                  | 51° 38' 38" NB, 4° 51' 28" OL | 31649  | Meer afbeeldingen                                                                                    |
| Herenhuis in empire trant, met zesdelige schuiframen en omlijste ingang                                           | Woonhuis |                                  |                     | Arendstraat 37                                  | 51° 38' 36" NB, 4° 51' 26" OL | 31650  | Upload foto                                                                                          |
| Dwarshuis met zadeldak                                                                                            | Woonhuis | eerste helft 19e eeuw            |                     | Heuvel 1                                        | 51° 38' 35" NB, 4° 51' 26" OL | 31651  | Meer afbeeldingen                                                                                    |
| Pand onder schilddak                                                                                              | Woonhuis | ca. 1850                         |                     | Heuvel 5                                        | 51° 38' 34" NB, 4° 51' 26" OL | 31652  | Meer afbeeldingen                                                                                    |
| Herenhuis met grijsgepleisterde gevels en segmentvormig overtoogde vensters                                       | Woonhuis | derde kwart 19e eeuw             |                     | Heuvel 9                                        | 51° 38' 34" NB, 4° 51' 26" OL | 31653  | Meer afbeeldingen                                                                                    |
| Dwarshuis onder schilddak, met zesdelige schuiframen, omlijste ingang                                             | Woonhuis |                                  |                     | Heuvel 11                                       | 51° 38' 34" NB, 4° 51' 25" OL | 31654  | Meer afbeeldingen                                                                                    |
| Huis op L-vormige plattegrond, onder schilddaken en met gekoepelde dakruiter                                      | Woonhuis | 18e eeuw                         |                     | Heuvel 13                                       | 51° 38' 34" NB, 4° 51' 24" OL | 31655  | Meer afbeeldingen                                                                                    |
| Voormalig wachthuis, met aan de voorzijde schilddak, kroonlijst en twee open bogen, aan de voorzijde een topgevel | Overheidsgebouw |                                  |                     | Heuvel 15                                       | 51° 38' 34" NB, 4° 51' 23" OL | 31656  | Meer afbeeldingen                                                                                    |
| Herenhuis met gepleisterde, uit drie traveeën bestaande lijstgevel                                                | Woonhuis | ca. 1770                         |                     | Heuvel 19                                       | 51° 38' 34" NB, 4° 51' 22" OL | 31657  | Meer afbeeldingen                                                                                    |
| Huis onder zadeldak en met topgevel waarop toppilaster                                                            | Woonhuis |                                  |                     | Heuvel 2                                        | 51° 38' 36" NB, 4° 51' 25" OL | 31658  | Meer afbeeldingen                                                                                    |
| Herenhuis met gebosseerd gepleisterde lijstgevel                                                                  | Woonhuis | eerste helft 19e eeuw            |                     | Heuvel 8                                        | 51° 38' 35" NB, 4° 51' 23" OL | 31659  | Meer afbeeldingen                                                                                    |
| Herenhuis met gebosseerd gepleisterde lijstgevel en omlijste ingang                                               | Woonhuis |                                  |                     | Heuvel 10                                       | 51° 38' 35" NB, 4° 51' 22" OL | 31660  | Meer afbeeldingen                                                                                    |
| Huis onder schilddak en met grijsgepleisterde lijstgevel                                                          | Woonhuis | eerste helft 19e eeuw            |                     | Heuvel 14                                       | 51° 38' 35" NB, 4° 51' 21" OL | 31661  | Meer afbeeldingen                                                                                    |
| Huis, beneden geheel gemoderniseerd, boven witgepleisterde lijstgevel met vierdelige schuiframen                  | Werk-woonhuis |                                  |                     | Heuvel 16                                       | 51° 38' 35" NB, 4° 51' 21" OL | 31662  | Meer afbeeldingen                                                                                    |
| Vier gemetselde hekpalen met hardstenen ornamenten en smeedijzeren hek                                            | Grensafbakening |                                  |                     | Heuvel                                          | 51° 38' 32" NB, 4° 51' 21" OL | 31663  | Vier gemetselde hekpalen met hardstenen ornamenten en smeedijzeren hek                               |
| Hoofdgebouw | Woonhuis | 1840 (hoofdgebouw) 1906 (uitbr.) |                     | Heuvelstraat 10                                 | 51° 38' 35" NB, 4° 51' 15" OL | 31664  | Meer afbeeldingen                                                                                    |
| Resten Kasteel Strijen                                                                                            | Kasteel, buitenplaats | vermoedelijk 14e eeuw            |                     | Overblijfselen Kasteel Strijen a/d Kasteeldreef | 51° 39' 19" NB, 4° 51' 32" OL | 31665  | Meer afbeeldingen                                                                                    |
| Huis onder schilddak en met lijstgevel met ingezwenkte bovenhoeken                                                | Woonhuis | eerste helft 19e eeuw            |                     | Keiweg 22                                       | 51° 38' 35" NB, 4° 51' 37" OL | 31666  | Meer afbeeldingen                                                                                    |
| Herenhuis in empire trant                                                                                         | Woonhuis |                                  |                     | Klappeijstraat 44                               | 51° 38' 36" NB, 4° 51' 45" OL | 31667  | Meer afbeeldingen                                                                                    |
| Langgerekt pand zonder verdieping onder afgewolfd zadeldak                                                        | Woonhuis | 18e/19e eeuw                     |                     | Keiweg 161                                      | 51° 38' 16" NB, 4° 52' 1" OL  | 31668  | Meer afbeeldingen                                                                                    |
| Klooster Catharinedal, voorheen kasteel De Blauwe Camer                                                           | Klooster, kloosteronderdl | 16e/17e eeuw                     |                     | Kloosterdreef 1                                 | 51° 38' 29" NB, 4° 52' 32" OL | 31669  | Meer afbeeldingen                                                                                    |
| Huis met zes- en vierdelige schuiframen, gesneden bovenlicht                                                      | Werk-woonhuis | laat 18e eeuw                    |                     | Markt 13                                        | 51° 38' 41" NB, 4° 51' 43" OL | 31670  | Meer afbeeldingen                                                                                    |
| Pastorie | Kerk en kerkonderdeel | begin 19e eeuw                   |                     | Markt 17                                        | 51° 38' 42" NB, 4° 51' 43" OL | 31671  | Meer afbeeldingen                                                                                    |
| Herenhuis met witgepleisterde lijstgevel, zes- en vierdelige schuiframen, stoeppalen en kettingen                 | Woonhuis | eerste helft 19e eeuw            |                     | Markt 21                                        | 51° 38' 42" NB, 4° 51' 38" OL | 31672  | Meer afbeeldingen                                                                                    |
| Sint-Jansbasiliek                                                                                                 | Kerk en kerkonderdeel | laatste helft 15e eeuw           |                     | Markt 17Ongd                                    | 51° 38' 42" NB, 4° 51' 40" OL | 31673  | Meer afbeeldingen                                                                                    |
| Toren Sint-Jansbasiliek                                                                                           | Kerk en kerkonderdeel |                                  |                     | Markt bij 17                                    | 51° 38' 42" NB, 4° 51' 39" OL | 31674  | Meer afbeeldingen                                                                                    |
| Huis met gepleisterde trapgevel                                                                                   | Werk-woonhuis | 1669                             |                     | Markt 20                                        | 51° 38' 42" NB, 4° 51' 38" OL | 31675  | Meer afbeeldingen                                                                                    |
| Huis Beveren | Woonhuis | 16e eeuw                         |                     | Ridderstraat 80                                 | 51° 38' 26" NB, 4° 51' 27" OL | 31677  | Meer afbeeldingen                                                                                    |
| Huis buitenzorg, voorheen Borsselen                                                                               | Woonhuis |                                  |                     | Ridderstraat 56                                 | 51° 38' 27" NB, 4° 51' 21" OL | 31678  | Meer afbeeldingen                                                                                    |
| Herenhuis in empire trant, zesdelige schuiframen, bovenlicht boven de deur met uitwaaierde palmetten              | Woonhuis | eerste helft 19e eeuw            |                     | Rulstraat 25A                                   | 51° 38' 44" NB, 4° 51' 19" OL | 31679  | Herenhuis in empire trant, zesdelige schuiframen, bovenlicht boven de deur met uitwaaierde palmetten |
| Vredeskerk | Kerk en kerkonderdeel | 1810                             |                     | Rulstraat 6                                     | 51° 38' 42" NB, 4° 51' 26" OL | 31680  | Meer afbeeldingen                                                                                    |
| Voormalig huis Limburg, voormalig raadhuis                                                                        | Bestuursgebouw en onderdl | begin 15e eeuw                   |                     | Slotlaan 15                                     | 51° 38' 25" NB, 4° 51' 30" OL | 31681  | Meer afbeeldingen                                                                                    |
| De Hoop | Industrie- en poldermolen | 1837                             |                     | Bergkorenmolen                                  | 51° 39' 22" NB, 4° 48' 35" OL | 31682  | Meer afbeeldingen                                                                                    |
| Huijben | Nijverheid | 1908                             |                     | Pastoor Bressersstraat 1                        | 51° 38' 31" NB, 4° 51' 54" OL | 512230 | Meer afbeeldingen                                                                                    |
| Schoorsteen | Industrie | 1917                             |                     | Pastoor Bressersstraat bij 1                    | 51° 38' 31" NB, 4° 51' 54" OL | 512231 | Meer afbeeldingen                                                                                    |
| Brakestein | Kasteel, buitenplaats | 1800-1825                        |                     | Ridderstraat 88                                 | 51° 38' 25" NB, 4° 51' 38" OL | 515764 | Meer afbeeldingen                                                                                    |
| Brakestein: parkaanleg                                                                                            | Tuin, park en plantsoen | 1800-1825                        |                     | Ridderstraat bij 88                             | 51° 38' 25" NB, 4° 51' 42" OL | 515766 | Upload foto                                                                                          |
| Brakestein: koetshuis                                                                                             | Bijgebouwen kastelen enz. | 1800-1825                        |                     | Ridderstraat 86                                 | 51° 38' 25" NB, 4° 51' 37" OL | 515767 | Meer afbeeldingen                                                                                    |
| Brakestein: pomp                                                                                                  | Tuin, park en plantsoen | 1800-1825                        |                     | Ridderstraat bij 86                             | 51° 38' 25" NB, 4° 51' 38" OL | 515768 | Upload foto                                                                                          |
| Brakestein: hekwerk                                                                                               | Tuin, park en plantsoen | 1800-1900                        |                     | Ridderstraat bij 86                             | 51° 38' 26" NB, 4° 51' 39" OL | 515770 | Upload foto                                                                                          |
| Brakestein: moestuinmuur                                                                                          | Tuin, park en plantsoen | 1800-1900                        |                     | Ridderstraat bij 86                             | 51° 38' 25" NB, 4° 51' 37" OL | 515771 | Upload foto                                                                                          |
| Sint-Paulusabdij: klooster                                                                                        | Klooster, kloosteronderdl | 1906                             |                     | Hoogstraat 80                                   | 51° 38' 13" NB, 4° 52' 41" OL | 520006 | Meer afbeeldingen                                                                                    |
| Sint-Paulusabdij: werkplaats                                                                                      | Industrie | 1927                             | Jacques van der Mey | Hoogstraat 80                                   | 51° 38' 13" NB, 4° 52' 41" OL | 520007 | Upload foto                                                                                          |
| Sint-Paulusabdij: garage annex fruitbewaarplaats                                                                  | Klooster, kloosteronderdl | 1935                             |                     | Hoogstraat 80                                   | 51° 38' 13" NB, 4° 52' 41" OL | 520008 | Meer afbeeldingen                                                                                    |
| Complex Bouwlingstraat: muur                                                                                      | Erfscheiding | 1890-1900                        |                     | Nieuwe Bouwlingstraat 37                        | 51° 38' 29" NB, 4° 51' 5" OL  | 520010 | Upload foto                                                                                          |
| Complex Bouwlingstraat: grafmonument                                                                              | Begraafplaats en -onderdl | 1875                             |                     | Nieuwe Bouwlingstraat 37                        | 51° 38' 29" NB, 4° 51' 4" OL  | 520011 | Upload foto                                                                                          |
| Villa Oosterheide                                                                                                 | Woonhuis | 1909                             |                     | Tilburgse Baan 1                                | 51° 37' 20" NB, 4° 50' 7" OL  | 520013 | Villa Oosterheide                                                                                    |
| Complex Oosterheide                                                                                               | Boerderij | 1915                             |                     | Tilburgse Baan 1                                | 51° 37' 20" NB, 4° 50' 7" OL  | 520014 | Upload foto                                                                                          |
| Op de begraafplaats gelegen familiegraf van de familie smits                                                      | Begraafplaats en -onderdl | 1872                             |                     | Veerseweg 50                                    | 51° 38' 46" NB, 4° 52' 24" OL | 520019 | Upload foto                                                                                          |
| Complex Veerseweg                                                                                                 | Begraafplaats en -onderdl | 1941                             |                     | Veerseweg 50                                    | 51° 38' 44" NB, 4° 52' 23" OL | 520020 | Upload foto                                                                                          |
| Looierswoning | Bedrijfs-,fabriekswoning | 1904                             |                     | Veerseweg 52                                    | 51° 38' 47" NB, 4° 52' 31" OL | 520022 | Meer afbeeldingen                                                                                    |
| Leerlooierijcomplex                                                                                               | Nijverheid | 1880                             |                     | Veerseweg 52                                    | 51° 38' 47" NB, 4° 52' 31" OL | 520023 | Upload foto                                                                                          |
| Bierbrouwerij (De Gekroonde Bel)                                                                                  | Industrie | 1901                             |                     | Bredaseweg 106                                  | 51° 38' 24" NB, 4° 50' 53" OL | 520025 | Meer afbeeldingen                                                                                    |
| Vrijgelegen voormalig herenhuis                                                                                   | Woonhuis | 1901                             |                     | Heuvel 12                                       | 51° 38' 36" NB, 4° 51' 22" OL | 520026 | Meer afbeeldingen                                                                                    |
| Fabrieksgebouw, voormalige drukkerij, voormalige Schrieks koekfabiek                                              | Industrie - 1923 - 1957: Cartonnage Van der Aa - 1957 - 2000: Schrieks koekfabriek - 2005 - heden: Het Kolombijn, 10 woningen | 1925-1943                        |                     | Kloosterstraat 10                               | 51° 38' 33" NB, 4° 51' 50" OL | 520031 | Meer afbeeldingen                                                                                    |
| Vrijgelegen voormalig herenhuis met sierhek                                                                       | Woonhuis | 1895                             |                     | Leijsenhoek 4                                   | 51° 38' 41" NB, 4° 51' 46" OL | 520032 | Meer afbeeldingen                                                                                    |
| Muziekkoepel met siertuin                                                                                         | Welzijn, kunst en cultuur | 1895                             |                     | St. Janstraat achter nr 9                       | 51° 38' 40" NB, 4° 51' 32" OL | 520034 | Muziekkoepel met siertuin                                                                            |
| Sint-Paulusabdij: loods                                                                                           | Opslag | 1932                             | pater Guus Caron    | Hoogstraat 80                                   | 51° 38' 13" NB, 4° 52' 41" OL | 525658 | Upload foto                                                                                          |
| Sint-Paulusabdij: pompstation                                                                                     | Nutsbedrijf | 1936-1937                        | Hans van der Laan   | Hoogstraat 80                                   | 51° 38' 13" NB, 4° 52' 41" OL | 525661 | Upload foto                                                                                          |
| Sint-Paulusabdij: tuin                                                                                            | Gebouw |                                  |                     | Hoogstraat bij 80                               | 51° 38' 15" NB, 4° 52' 35" OL | 525662 | Meer afbeeldingen                                                                                    |
| Villa Oosterheide                                                                                                 | Dienstwoning | 1915                             |                     | Tilburgse Baan 1                                | 51° 37' 20" NB, 4° 50' 7" OL  | 525663 | Meer afbeeldingen                                                                                    |
| Complex Oosterheide: stal                                                                                         | Boerderij | ca. 1909                         |                     | Tilburgse Baan 1                                | 51° 37' 20" NB, 4° 50' 7" OL  | 525664 | Upload foto                                                                                          |
| Leerlooierijcomplex: leerlooijerijwoning + twee leerlooijerijen                                                   | Nijverheid | ca.1850-1880                     |                     | Veerseweg 52                                    | 51° 38' 47" NB, 4° 52' 31" OL | 525666 | Upload foto                                                                                          |